# Lijst van afleveringen van We gaan nog niet naar huis
Dit is een lijst van afleveringen van de Nederlandse komedieserie We gaan nog niet naar huis van de AVRO.
| Seizoen | Afleveringen | Liep van ... tot ...            |
| ------- | ------------ | ------------------------------- |
| 1       | 13           | 20 januari 2008 – 13 april 2008 |
| 2       | 13           | 7 maart 2010 – 6 juni 2010      |

## Seizoen 1
| Aflevering | Titel                      | Datum            | Kijkcijfers       |
| ---------- | -------------------------- | ---------------- | ----------------- |
| 1          | Pilot                      | 20 januari 2008  | 2.236.000 kijkers |
| 2          | Een goede buur             | 27 januari 2008  | 2.203.000 kijkers |
| 3          | Vijandelijke Overname      | 3 februari 2008  | 1.246.000 kijkers |
| 4          | Adverteren doet begeren    | 10 februari 2008 | 1.910.000 kijkers |
| 5          | Een kwestie van vertrouwen | 17 februari 2008 | 1.947.000 kijkers |
| 6          | Koeien en Stieren          | 24 februari 2008 | 1.829.000 kijkers |
| 7          | Aanmodderen                | 2 maart 2008     | 1.910.000 kijkers |
| 8          | De jattende jutter         | 9 maart 2008     | 1.217.000 kijkers |
| 9          | Post-traumatische stress   | 16 maart 2008    | 1.180.000 kijkers |
| 10         | Kind kan de was doen       | 23 maart 2008    | 1.186.000 kijkers |
| 11         | Het derde wiel             | 30 maart 2008    | 1.487.000 kijkers |
| 12         | Plankenkoorts              | 6 april 2008     | 1.336.000 kijkers |
| 13         | Een kamer met uitzicht     | 13 april 2008    | 1.302.000 kijkers |

## Seizoen 2
| Aflevering | Titel                  | Datum         | Kijkcijfers       |
| ---------- | ---------------------- | ------------- | ----------------- |
| 1          | Bed, Sex and Breakfast | 7 maart 2010  | 1.014.000 kijkers |
| 2          | De Wadstrompelaar      | 14 maart 2010 | 1.007.000 kijkers |
| 3          | Zimmer frei            | 21 maart 2010 | 1.121.000 kijkers |
| 4          | Jongensdromen          | 28 maart 2010 | 728.000 kijkers   |
| 5          | Bij de konijnen af     | 4 april 2010  | 742.000 kijkers   |
| 6          | Pokeren en Hartenjagen | 11 april 2010 | 651.000 kijkers   |
| 7          | Geweldige Genen        | 25 april 2010 | 821.000 kijkers   |
| 8          | Eindelijk Samen        | 9 mei 2010    | 826.000 kijkers   |
| 9          | Meer dan Genoeg        | 16 mei 2010   | 1.177.000 kijkers |
| 10         | De Kikkers             | 20 mei 2010   | 533.000 kijkers   |
| 11         | Allemaal Illegaal      | 23 mei 2010   | 677.000 kijkers   |
| 12         | Hier Stempelen         | 30 mei 2010   | 1.007.000 kijkers |
| 13         | De Storm               | 6 juni 2010   | 895.000 kijkers   |